# Rám-szakadék
A Rám-szakadék a Dunakanyarban, Dömös közigazgatási területén található. A Rám-hegy tömbjébe vágódó Három-forrás-völgy különösen szép, egyik leglátogatottabb és vadregényes része.

## Földrajz

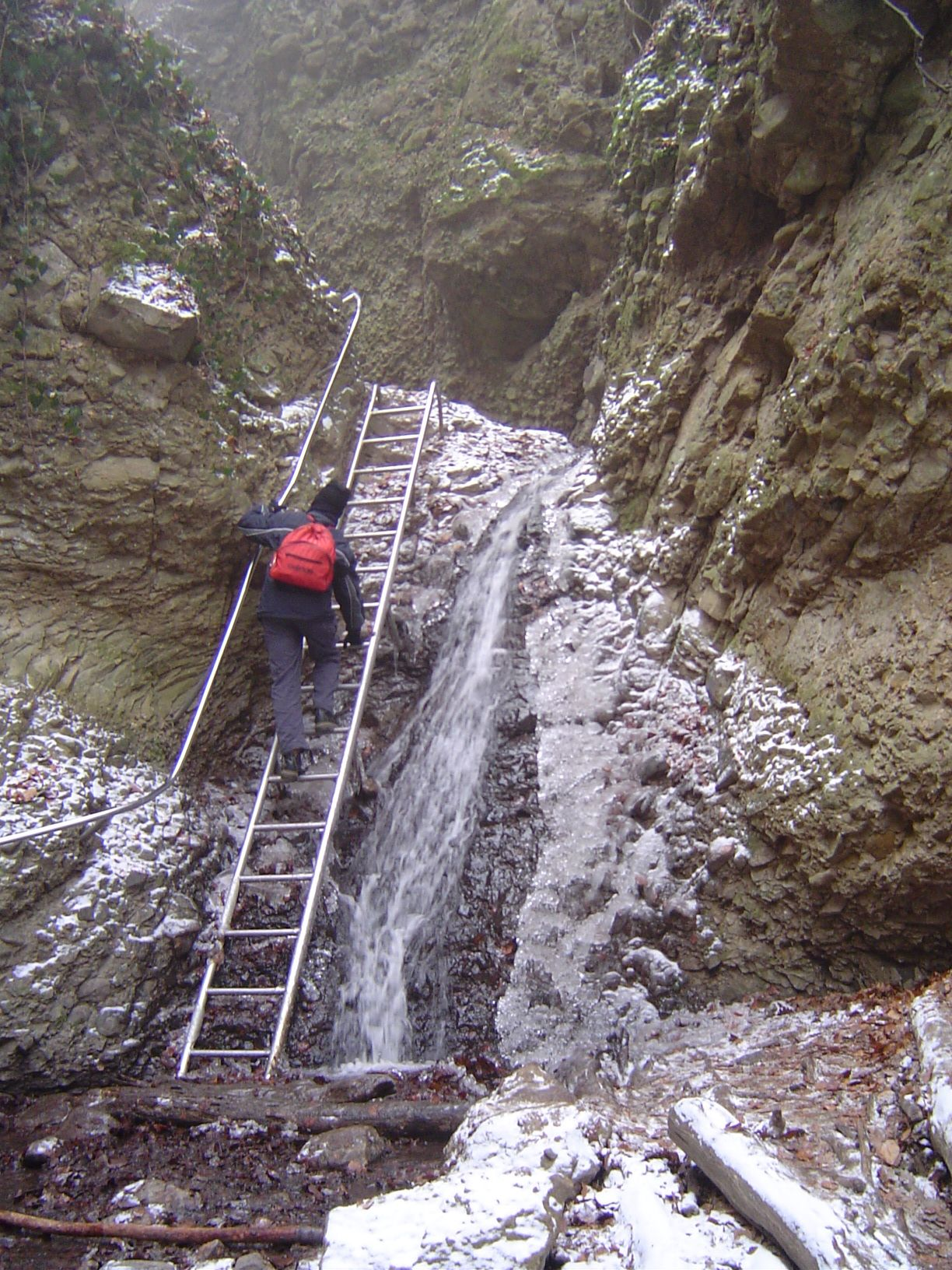
Átkelés a zuhatag felett

Az Északi-középhegység legnyugatibb középtája a Visegrádi-hegység, kb. 14-15 millió évvel ezelőtt, igen heves vulkáni tevékenység során keletkezett.
A hegy kőzeteire jellemzők a vulkáni eredetű andezit, valamint az andezittörmelékes breccsába (szögletes, éles kőzettörmelék-darabokból összecementálódott kőzet) ágyazott kőtömbök, melyekből a kőzet felszínre kerülésével az esővíz és a fagy eróziós hatásának eredményeképpen meredek völgyek alakultak ki.
Az itt kialakult szakadék, szurdokvölgy a rajta átvezető turistaúton kellő óvatossággal végigjárható. A kirándulás közben érdekes földtani jelenségeket láthatunk. A turistáknak összességében 112 m-es szintkülönbséget kell leküzdeniük. A szűk, meredek falakkal (melyek magassága eléri a 35 métert, szélessége pedig több helyen 3 méternél is kisebb) határolt mélyedés a különféle vulkáni rétegek keresztmetszetét adja. A puha tufában magas, függőleges falak, a víznek ellenálló keményebb lávarétegeken pedig zúgók, vízesések alakultak ki. A szakadékon keresztülfolyó Rám-patak a Szőke-forrás völgyén keresztül a Malom-patakba folyik.
Barlangok:
- Kőalja-barlang
- Vízesés-alatti-sziklaeresz
- Vízesés-feletti-sziklaeresz

## Élővilág
A szakadék élővilágát tekintve a környező hegyvidékhez kapcsolódik, de a nedves, andezites sziklákat, illetve a fatörzseket gazdagon borítják a moha-, illetve és zuzmófélék. A sziklaképződmények pihenőhelyet nyújtanak többek közt a hollónak. Az emlősök közül külön említést érdemel a nyuszt és az igen ritka vadmacska. 
A völgy felett magasodó Rám-hegy a Pilisi bioszféra-rezervátum egyik magterülete, ahol a hölgyestike, nagyezerjófű és mérges sás mellett a rezervátum címernövénye, a tarka nőszirom is gyakori. Az idős bükkfák odvaiban kék galamb és fekete harkály is megtelepszik.

## Turizmus

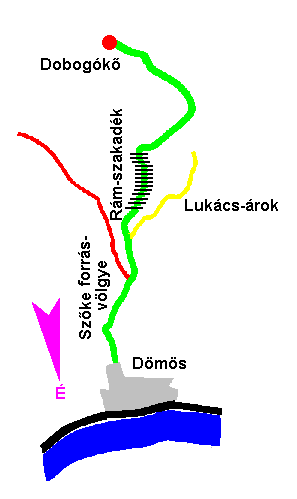
A Rám-szakadék térképe

A terület a Pilisi Parkerdő Zrt. kezelésében van. A terep Magyarország legnehezebben járható (vagy más szempontból legérdekesebb) turistaútvonala. Néhány helyen több méternyi, a Rám-patak által vájt és folyamatosan nedves sziklafalon át vezet az út, ahol a haladást eleinte kapaszkodó-láncok segítették.
Az utat a PP Zrt. (Pilismaróti Erdészete) 2006-ban 4,5 millió forintból felújította, amiből a pihenőket, illetve az egy kilométer hosszú szurdokban mintegy 200 méternyi korlátból és több létrából álló rendszert építettek fel.
A turisták közlekedését a kiépített korlátok, kapaszkodók segítik. A meredekebb részeken, a kapaszkodóknál pedig kőbe vájt kisebb üregek biztosítják lépcsőszerűen a kirándulók biztonságos feljebb jutását. A zuhatagok mellett több helyen is biztonságos létrák adnak segítséget a több méteres szintkülönbségek legyőzésére, bár a köveken szétfröcskölő víz ennek ellenére is összevizezheti a ruházatot. (Javasolt a vízálló bakancs használata.)
Főként hétvégéken az igen nagy turistaforgalom miatt problémákat okoz az, ha a szurdokban mindkét irányban közlekednek. Biztonsági okok miatt a Rám-szakadékot Dömös irányából („zöld” turistajelzés) egyirányúsították.

A 2020-as látogatószám megközelítette a 125 000-et.

## Galéria

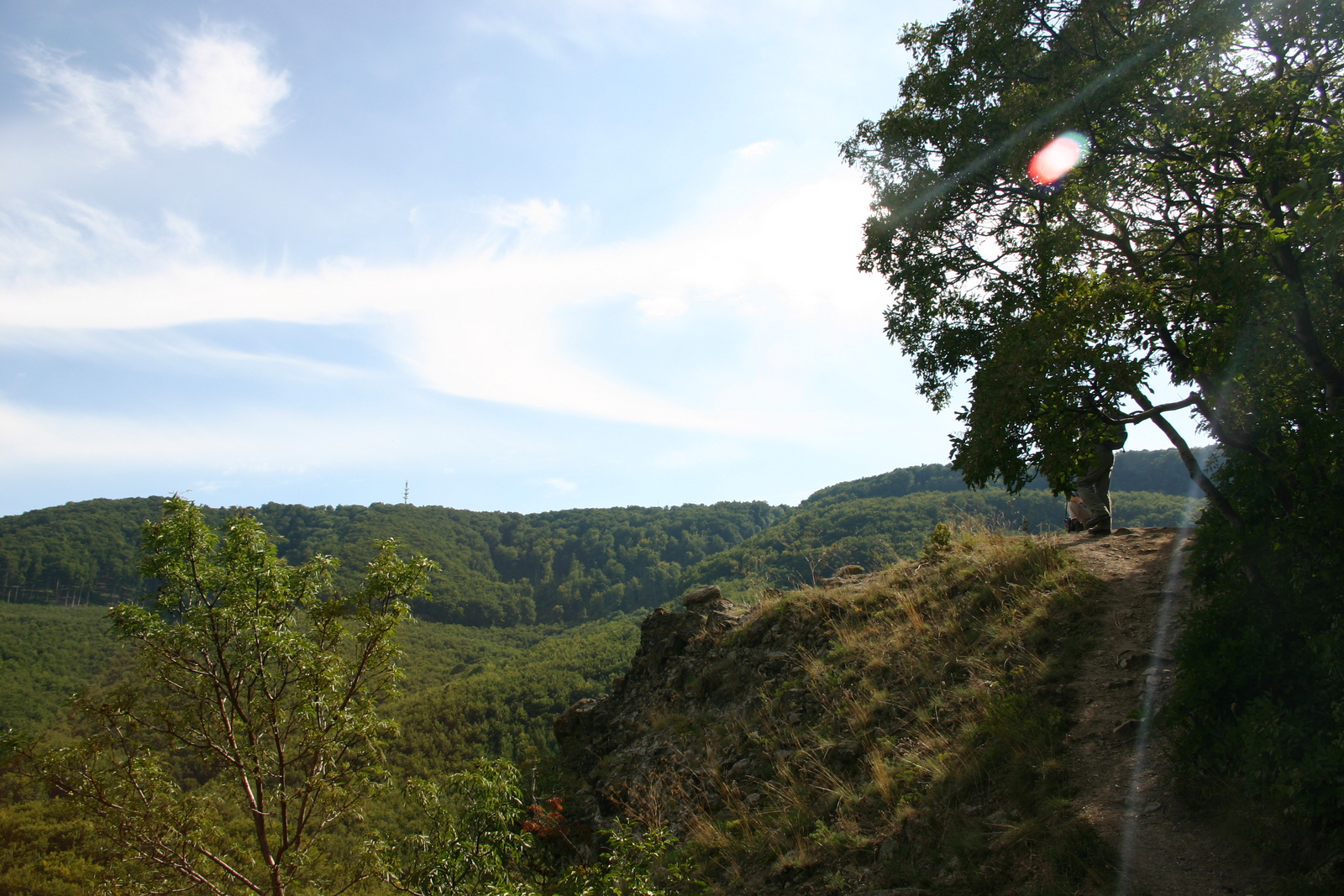
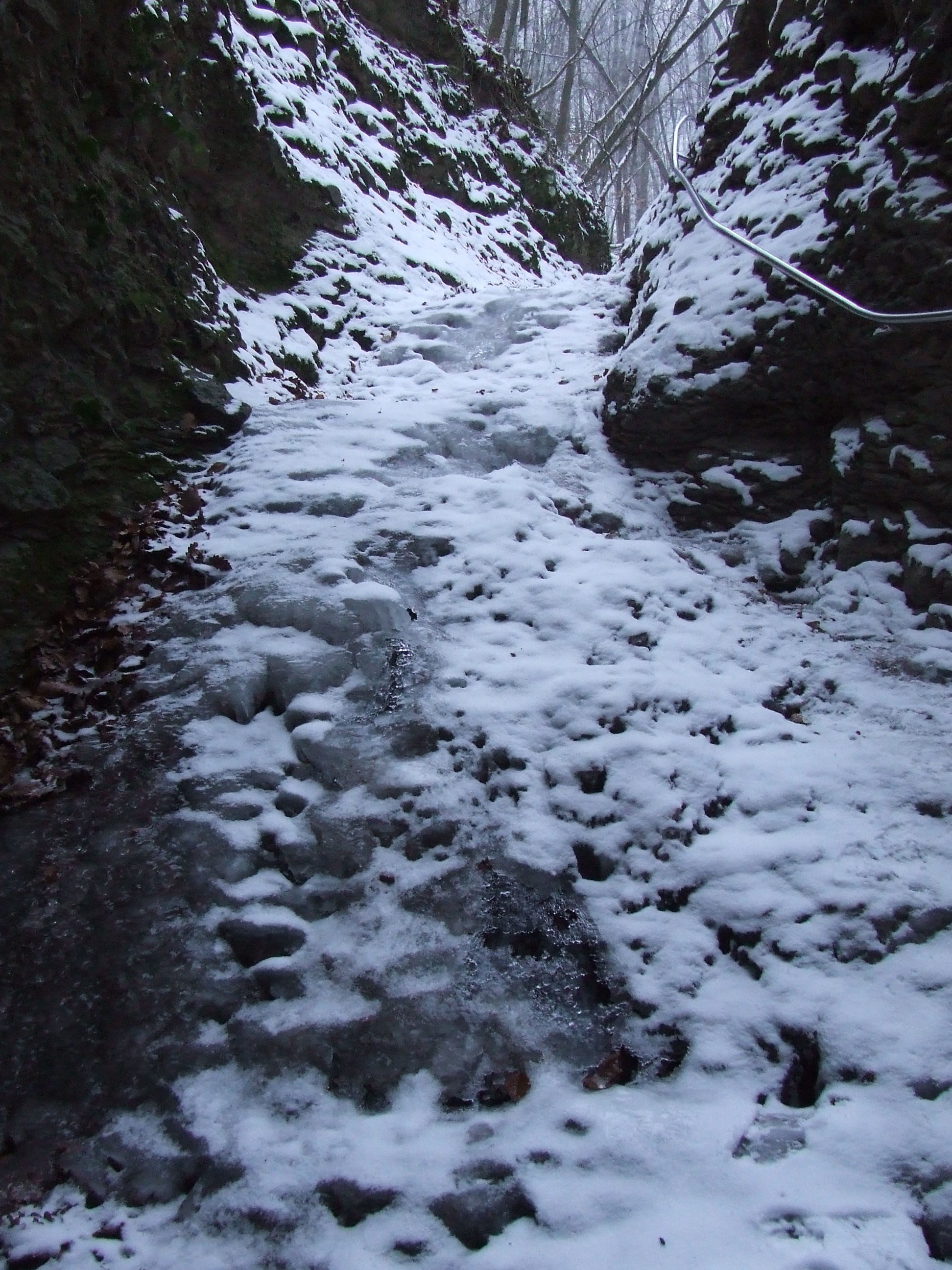
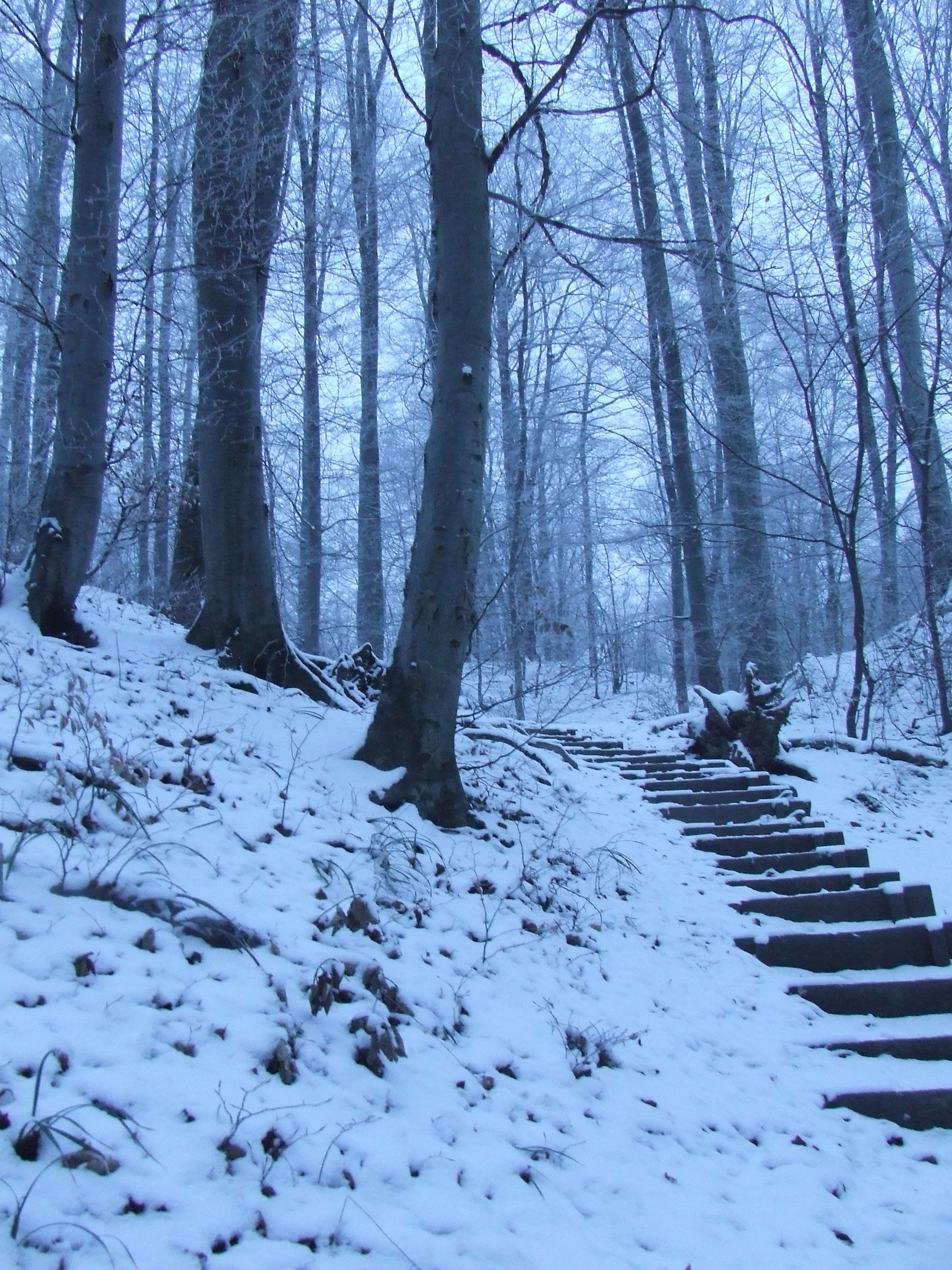
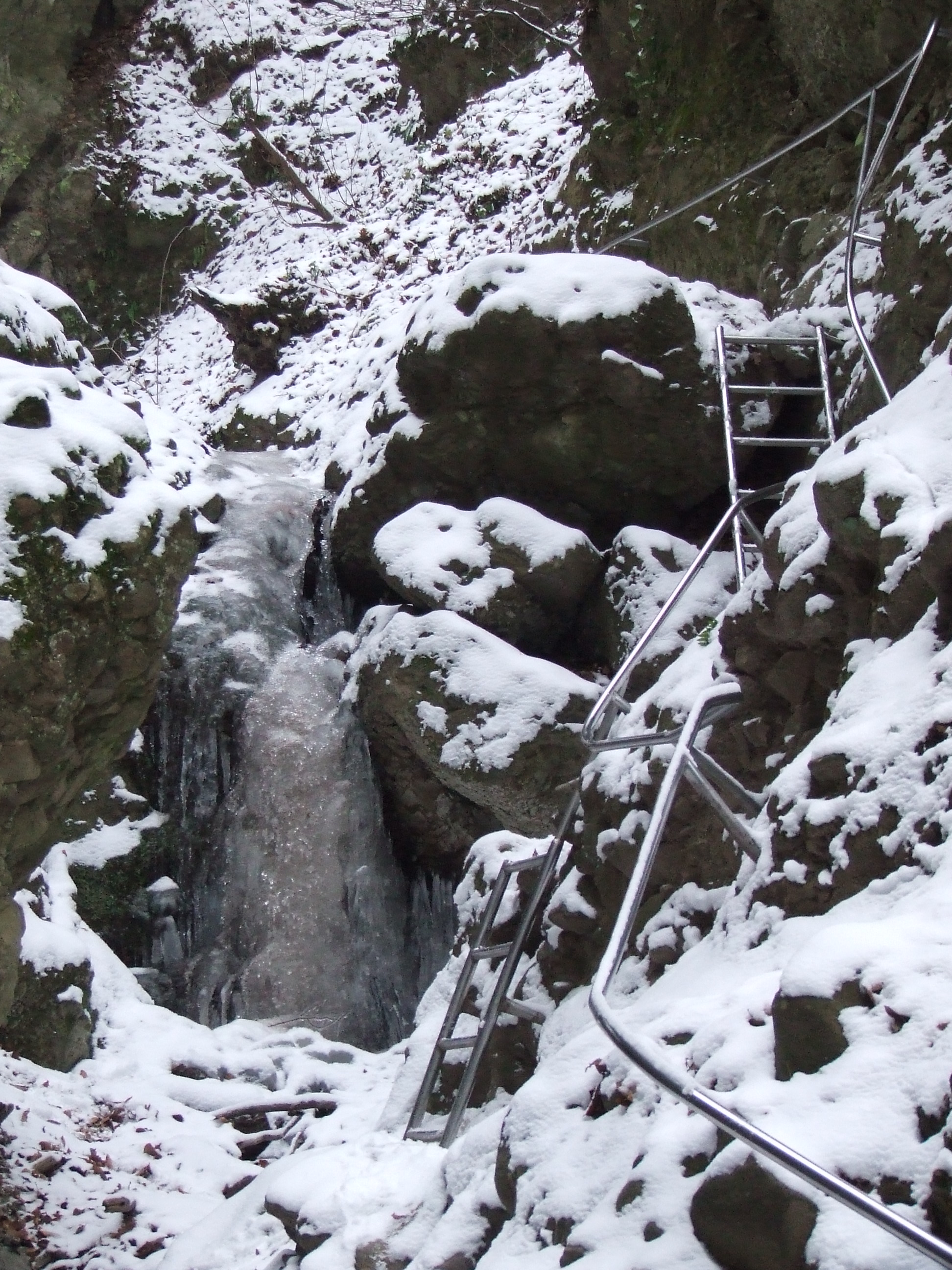
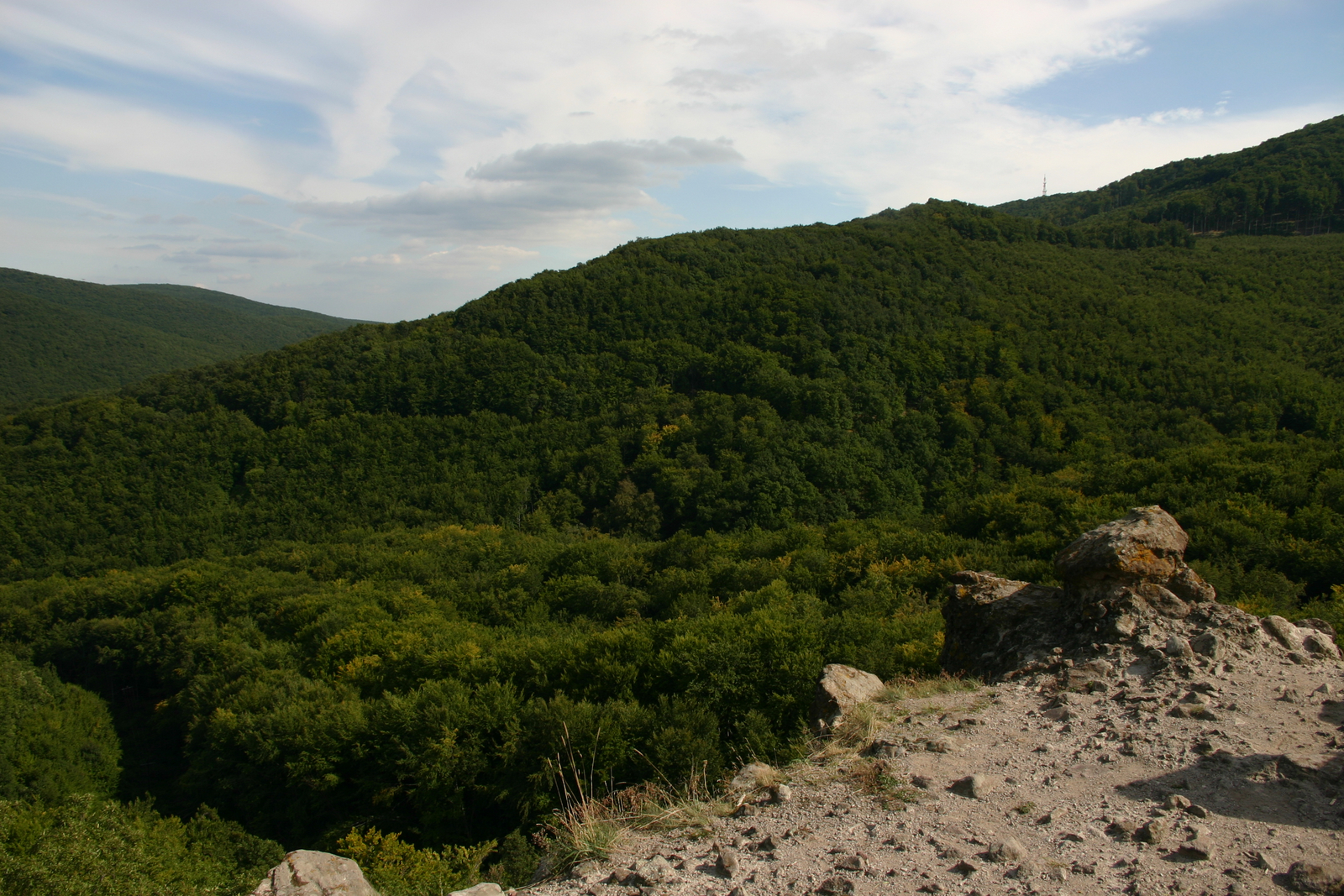